# Baía de Saldanha

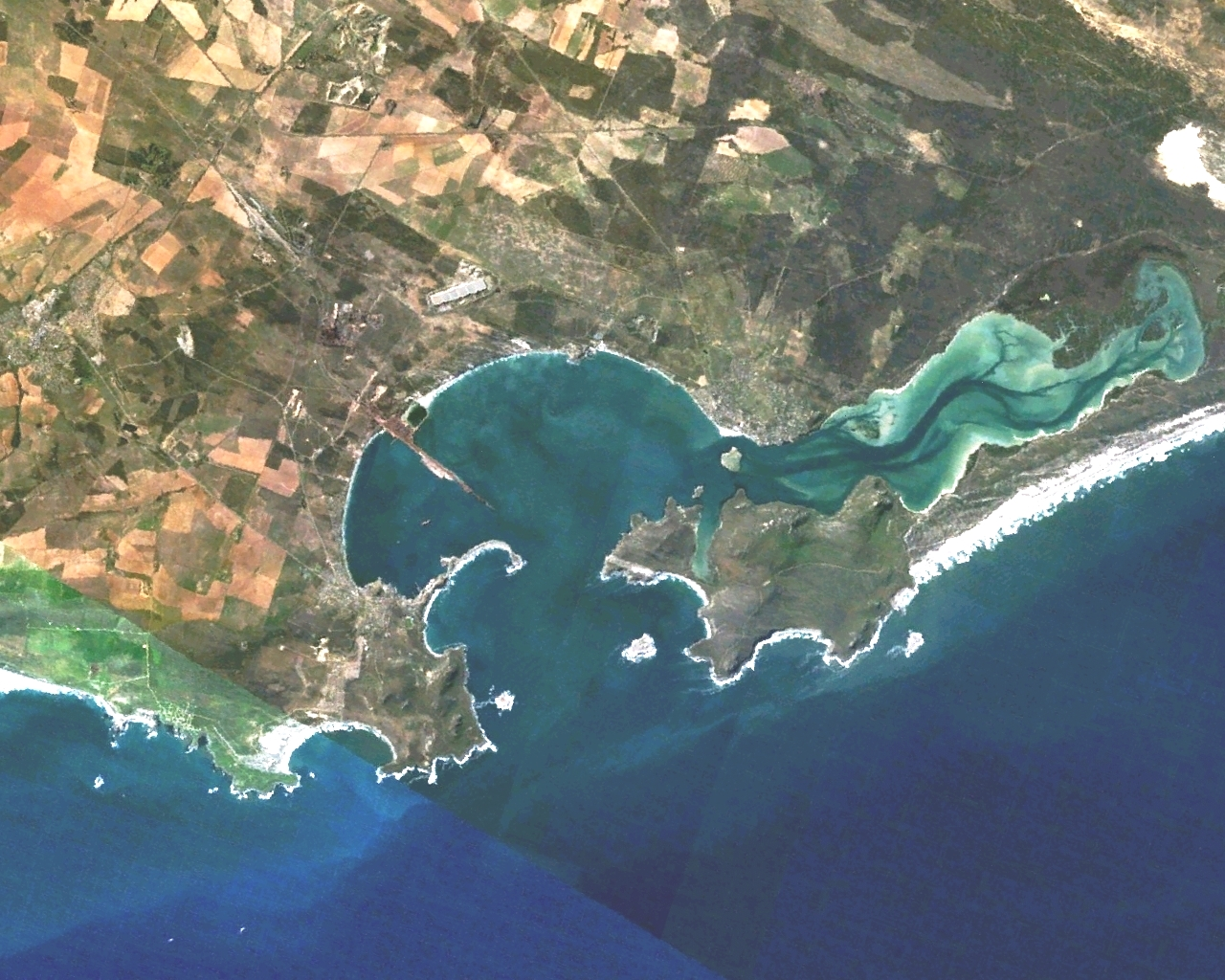
Vista da Baía de Saldanha

A Baía de Saldanha é um porto natural na costa sul-ocidental da África do Sul, situada a noroeste da Cidade do Cabo. A cidade que se desenvolveu ao redor da baía, também chamado de Saldanha, foi incorporado com outras cinco cidades na Saldanha Bay Local Municipality em 2000. A população atual do município é estimado em 72 mil habitantes.
O nome da Baía é homenagem ao capitão português de uma nau da frota de Afonso de Albuquerque que visitou a região em 1503, António de Saldanha, que foi o primeiro europeu a alcançar aquela que é hoje chamada Table Bay (Baía da Mesa). Tendo Table Bay mudado de nome para o seu nome actual em 1601, o nome de Saldanha foi transferido para esta.